# Закон України «Про охорону праці»
Закон України «Про охорону праці» — Закон України, що визначає основні положення щодо реалізації конституційного права громадян на охорону їх життя і здоров'я у процесі трудової діяльності, регулює за участю відповідних державних органів відносини між власником підприємства, установи і організації або уповноваженим ним органом (далі — власник) і працівником з питань безпеки, гігієни праці та виробничого середовища і встановлює єдиний порядок організації охорони праці в Україні. Прийнятий 14 жовтня 1992 р.; закон діє у редакції від 21 листопада 2002 р. із наступними змінами.